# Deutsche Cadre-47/2-Meisterschaft 1992/93

Veranstaltungsort: Marl

Die Deutsche Cadre-47/2-Meisterschaft 1992/93 ist eine Billard-Turnierserie und fand vom 27. bis zum 29. November 1992 in Marl zum 61. Mal statt.

## Geschichte
In der Deutschen Billard Zeitung (Billard Sport Magazin) gab es keine verwertbaren Informationen mehr über Deutsche Meisterschaften. Es war lediglich ein kurzer Textüberblick vorhanden. Die Abschlusstabelle wurde aus dem CEB-Report übernommen.
Bei seiner vierten Teilnahme an einer Deutschen Cadre-47/2-Meisterschaft gewann Martin Horn in Marl seinen dritten Titel. Er siegte im Finale mit 2:0 Sätzen gegen den Bottroper Jörg Morawski. Platz drei ging an den Vorjahreszweiten Efstratios Stavrakidis aus Frankfurt.

## Modus
Gespielt wurde im Doppel-K.-o.-System mit zwei Gewinnsätzen bis 75 Punkte. Das gesamte Turnier wurde ohne Nachstoß gespielt. Aber bei Beendigung in einer Aufnahme durch Spieler 1 hatte Spieler 2 Nachstoß. Bei einem 2:0-Satzgewinn gab es vier Satzpunkte für den Sieger. Bei einem 2:1-Satzgewinn gab es vier Satzpunkte für den Sieger und zwei Satzpunkte für den Verlierer. Die Endplatzierung ergab sich aus folgenden Kriterien:
1. Matchpunkte
2. Satzpunkte
3. Generaldurchschnitt (GD)
4. Bester Satzdurchschnitt (BSD)
5. Höchstserie (HS)

## Abschlusstabelle
| MP    | Match Punkte (Sieger = 2; Unentschieden = 1; Verlierer = 0) |
| SV    | Satzverhältnis (nur bei Turnieren im Satzsystem)            |
| Pkte. | Erzielte Karambolagen                                       |
| Aufn. | benötigte Aufnahmen                                         |
| GD    | Generaldurchschnitt                                         |
| MGD   | Mannschafts-Generaldurchschnitt                             |
| BED   | Bester Einzeldurchschnitt eines Spielers                    |
| BEMD  | Bester Einzeldurchschnitt einer Mannschaft                  |
| BSD   | Bester Satzdurchschnitt eines Spielers                      |
| HS    | Höchstserie                                                 |
| WRP   | Weltranglistenpunkte                                        |

| Klassement                 | Klassement                         | Klassement | Klassement | Klassement | Klassement | Klassement | Klassement | Klassement | Klassement |
| Platz                      | Name                               | MP         | SV         | Pkte       | Aufn       | GD         | BED        | BSD        | HS         |
| -------------------------- | ---------------------------------- | ---------- | ---------- | ---------- | ---------- | ---------- | ---------- | ---------- | ---------- |
| 1                          | Martin Horn (Essen)                | 8:0        | 16:0       | 600        | 18         | 33,33      | 50,00      | 75,00      | 75         |
| 2                          | Jörg Morawski (Bottrop)            | 6:2        | 12:4       | 519        | 40         | 12,97      | 50,00      | 75,00      | 75         |
| 3                          | Efstratios Stavrakidis (Frankfurt) | 10:2       | 20:12      | 1025       | 81         | 12,65      | 16,10      | 25,00      | 59         |
| 4                          | Achim Helfrich (Elversberg)        | 8:4        | 18:12      | 784        | 56         | 14,00      | 30,00      | 75,00      | 75         |
| 5                          | Andreas Fuchs (München)            | 4:4        | 10:8       | 529        | 27         | 19,59      | 37,50      | 75,00      | 75         |
| 6                          | Ludger Havlik (Marl)               | 4:4        | 10:12      | 576        | 41         | 14,04      | 16,46      | 25,00      | 49         |
| 7                          | Robert Pragst (Berlin)             | 4:4        | 12:12      | 663        | 59         | 11,23      | 19,00      | 75,00      | 75         |
| 8                          | Axel Büscher (Coburg)              | 4:4        | 8:10       | 394        | 50         | 7,98       | 9,37       | 18,75      | 41         |
| 9                          | Markus Schönhoff (Bernburg)        | 2:4        | 8:8        | 450        | 48         | 9,37       | 12,50      | 37,50      | 63         |
| 10                         | Thomas Nockemann (Lüdenscheid)     | 2:4        | 6:8        | 370        | 27         | 13,96      | 15,00      | 25,00      | 55         |
| 11                         | Bernhard Lotz (Frankfurt)          | 2:4        | 6:8        | 353        | 42         | 8,40       | 10,00      | 15,00      | 44         |
| 12                         | Gerd Arnold (Goch)                 | 2:4        | 6:10       | 452        | 54         | 8,37       | 8,37       | 12,50      | 63         |
| 13                         | Arnd Riedel (Berlin)               | 0:2        | 2:8        | 178        | 31         | 5,74       | –          | 12,50      | 23         |
| 14                         | Gerd Lulay (Neu-Ulm)               | 0:2        | 2:8        | 178        | 31         | 5,74       | –          | 7,50       | 34         |
| 15                         | Franzel Simon (Elversberg)         | 0:2        | 0:8        | 131        | 15         | 8,73       | –          | –          | 42         |
| 16                         | Thomas Nitsche (Braunschweig)      | 0:2        | 0:8        | 144        | 38         | 3,78       | –          | –          | 21         |
| Turnierdurchschnitt: 11,18 |                                    |            |            |            |            |            |            |            |            |